# Caenis uruzu
Caenis uruzu is een haft uit de familie Caenidae. De wetenschappelijke naam van de soort is voor het eerst geldig gepubliceerd in 2007 door Molineri & Malzacher.
De soort komt voor in het Neotropisch gebied.